# 圣克鲁瓦 (洛特省)
圣克鲁瓦（法語：Sainte-Croix，法語發音：[sɛ̃t kʁwa] ⓘ）是法国洛特省的一个旧市镇，位于该省西南部，属于卡奥尔区。2016年1月1日，圣克鲁瓦和相邻的另外4个市镇合并为新市镇白色凯尔西地区蒙屈克。

## 地理
圣克鲁瓦（44°20'23"N, 1°9'58"E）面积7.77 平方千米，位于法国奧克西塔尼大區洛特省，该省份为法国西南部内陆省份，北起顺时针与科雷兹省、康塔爾省、阿韦龙省、塔恩-加龙省、洛特-加龍省和多尔多涅省接壤。
与圣克鲁瓦接壤的市镇（或旧市镇、城区）包括：贝尔蒙泰、勒布雷伊、瓦尔普里永德、蒙屈克、白色凯尔西地区蒙屈克。
圣克鲁瓦的时区为UTC+01:00、UTC+02:00（夏令时）。

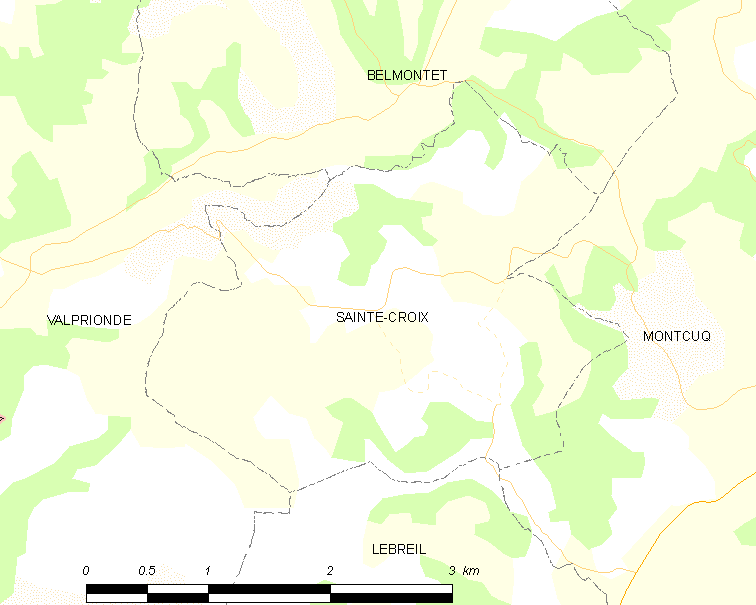
圣克鲁瓦的OSM定位图

## 行政
圣克鲁瓦的邮政编码为46800，INSEE市镇编码为46261。

## 政治
圣克鲁瓦所属的省级选区为吕泽什县。

## 人口

1962-2008年间圣克鲁瓦人口变化图示

圣克鲁瓦于2018年1月1日时的人口数量为76人。